# المزرعه
المزرعة (به عربی: المزرعة ) یک منطقهٔ مسکونی در سوریه است که در استان سویدا واقع شده‌است.

## خصوصیات
المزرعة ۲٬۴۵۴ نفر جمعیت دارد.